# Moje ime je ljubav
Moje ime je ljubav è la prima compilation della cantante croata Maja Blagdan, pubblicata nel 2003 attraverso l'etichetta discografica Croatia Records. L'album contiene i singoli di maggior successo estratti dai primi sei album della cantante, insieme a dei brani inediti.

## Tracce
Download digitale
1. Bijele ruže – 4:33
2. Marin – 3:20
3. Vino i gitare – 3:41
4. Jedini moj – 3:03
5. Cura za sve – 3:22
6. Ja živim za tebe – 4:43
7. Sveta ljubav – 3:00
8. Gitara dalmatina – 3:38
9. Samo jedan život imam – 4:14
10. Ti si čovjek moj – 4:06
11. Leti golube – 3:25
12. Šumi voda – 3:49
13. Moje ime je ljubav – 3:01
14. Pjesma za tebe – 3:29
15. Zlatne ure – 3:55